# Millionenbauern
Als Millionenbauern werden Landwirte bezeichnet die durch den Verkauf ihrer Ackerflächen in Großstadt-Nähe oder durch die Entdeckung seltener Rohstoffe zu großem Reichtum gelangten. Sie gelten als eine Form der Neureichen.

## Bodenspekulation

### Berlin
Besonders um die deutsche Hauptstadt kamen in der Gründerzeit viele Bauern der umliegenden Dörfer, die damals noch nicht zu Berlin gehörten, zu enormem Reichtum.

#### Berlin-Wilmersdorf
Ende des 19. Jahrhunderts kamen die Wilmersdorfer Bauernfamilien Blisse, Giseler, Mehlitz und Schramm durch Verkauf ihrer Ackerflächen zu großem Wohlstand. Auch betrieben diese Familien das Seebad Wilmersdorf. Die Blisse-, Mehlitzstraße und Schrammstraße erinnern noch heute an diese Familien.

### München

#### München-Hadern
Nach dem Zweiten Weltkrieg entstand auf der Feldmark des einstigen Dorfes Hadern im Südwesten von München eine Einfamilienhaus- und eine Großwohnsiedlung. Die dortigen Bauern kamen durch den Verkauf ihrer Ackerflächen ebenfalls zu großem Reichtum.

## Seltene Rohstoffe

### Graphit
In Untergriesbach im Bayerischen Wald wurden im 18. Jahrhundert Graphitadern entdeckt. Die örtlichen Bauern in deren Grund und Boden die Vorkommen entdeckt wurden, konnten durch den Abbau einen großen Zugewinn machen.

## Rezeption
Das Phänomen der Millionenbauern wurde mehrfach künstlerisch verarbeitet. So schrieb Max Kretzer 1891 den zweiteiligen Roman „Der Millionenbauer“ über die in Berlin-Wilmersdorf ansässigen Millionenbauernfamilien. Seit 1979 erschien im Bayerischen Rundfunk die Fernsehserie „Der Millionenbauer“ über einen fiktiven Millionenbauer im Münchener Osten.